# Rácz Pali (cigányprímás, 1822–1885)
Rácz Pali (Nagygéc, 1822. március 4. (keresztelés) – Budapest, 1885. január 30.) magyar cigányprímás, nótaszerző, népzenész.

## Élete
A Nógrád vármegyei Nagygécen (ma Magyargéc) született 1822-ben Rácz Pál és Csonka Anna fiaként Rácz Bálint néven, keresztelésére március 4-én került sor. Már 15 éves korában menekülnie kellett szülőfalujából, bujdosás közben 17 éves korában Rozsnyón verbuváló katonákkal találkozott, felcsapott újoncnak. A 33. gyulai táborszernagy aradi ezredéhez került, amelynek székhelye ekkor Milánóban volt. Gyalogos katonaként teljesített szolgálatot, de zenei tehetsége révén egy idő után 20 tagú cigányzenekart szervezett az ezredben. Az 1848-as olasz forradalom idején Rácz Pali kémtevékenységet folytatott Benedek ezredes megbízásából, a ravasz cigányzenészt őrmesterré léptették elő. Egy kémszemle alkalmából elfogták Vlagyimir orosz herceget, Rácz és társai kiszabadították a herceget a fogságból, ezért Rácz Pali megkapta az orosz kormánytól a Szent-György keresztje kitüntetést, amelyre egész életében büszke volt.
Legendák szólnak arról, mennyire csinos férfi volt a zenész Rácz Pali, állítólag sok lány és asszony fejét elcsavarta. Végül egy dúsgazdag olasz háztulajdonos egyetlen szép leányát, Ferario Juditot sikerült feleségül vennie, három gyermekük született. 18 éven keresztül szolgált Rácz Pali az osztrák seregben, 30-as éveinek közepén szerelt le, ettől kezdve polgári életet élt. Amikor fogyni kezdett feleségének hozománya, akkor magyar muzsikusként kereste meg kenyerét. Szorgalmasan, kitartóan tanulmányozta a magyar zene stílusát, s nemsokára a legkedveltebb magyar cigányprímás lett, zenei játékáról, kitűnő memóriájáról legendák keringtek, bejutott a legmagasabb mágnáskörökbe, játszott udvari bálokon, udvari ebédeknél, stb. Hegedűjét fiára, ifjú Rácz Pálra hagyta, aki szintén híres zenész lett. Lipcsében, Londonban, Szentpéterváron is vendégszerepelt, ott is híveket szerzett a magyar cigányzenének.
1885. január 30-án, a reggeli órákban hunyt el gyomorrákban. Halála alkalmából ravatalánál magas rangú vendégek is lerótták kegyeletüket, köztük Edelsheim Gyulai báró hadtestparancsnok, Máriássy és Hollán altábornagyok, stb. A temetési szertartáson a beszentelés után Berkes Lajos (1837-1885) cigányprímás 120 tagú zenekarral játszotta el a Kitették a holttestet az udvarra című gyászdalt, s Rácz Pali legszebb nótaszerzeményét, a Lehullott a rezgő nyárfa ezüst színű levele címűt. A Kerepesi temetőben helyezték örök nyugalomra Arany János sírjától nem messzire, azonos nevű zenész fia és zenei társulatok sírkövet emeltek neki.

## Szerzeményeiből

### Csárdások
- Medikus csárdás
- Rudolf csárdás
- Stefánia csárdás
- Technikus csárdás

### Nóta
- Lehullott a rezgő nyárfa ezüstszínű levele[7]

## Emlékezete
- Részben róla mintázták a Kálmán Imre – Kállai István: Cigányprímás főszereplőjét.
- Az orosz kormány a Szent György keresztje[8]
- Sírját (Kerepesi úti temető 43-22-25) a Nemzeti Örökség Intézete 2005-ben védetté nyilvánította.[9]

-ki ifjúkorában mint érdemjelekkel kitüntetett katona bátorságban és vitézségben az első férfiú s aggkorában mint zenész saját művészetében a legelső s a haza dicsőségének emelésében egész életen át mint kitartó bajnok hosszú hetven évi élet után itt szállt örök nyugalomra.